# Los Monegros
Los Monegros (en aragonés, lengua hablada en algunos de los municipios, Monegros) es una comarca aragonesa (España) dividida entre las provincias de Zaragoza y Huesca. Su capital es Sariñena (Sarinyena en aragonés). Es un área con un clima semidesértico que sufre sequías crónicas.

## Etimología
Este topónimo proviene de Mon (monte) y negros (por el color), derivando así en Mons negros y después Monegros. Los árabes bautizaron la zona como "al-Yabal al-aswad" ('monte negro') y el cantar de gesta francés Cantar de Roldán cuenta de los monegros que no hay ninguna piedra de otro color que negra.

## Municipios
La comarca engloba a los municipios de Albalatillo, Albero Bajo, Alberuela de Tubo, Alcubierre, Almuniente, Barbués, Bujaraloz, Capdesaso, Castejón de Monegros, Castelflorite, Farlete, Grañén, Huerto, La Almolda, Lalueza, Lanaja, Leciñena, Monegrillo, Peñalba, Perdiguera, Poleñino, Robres, Sangarrén, Sariñena, Sena, Senés de Alcubierre, Tardienta, Torralba de Aragón, Torres de Barbués, Valfarta y Villanueva de Sigena.

## Geografía
La sierra de Alcubierre cruza la comarca de noroeste a sureste, alcanzando su mayor altitud en la Ermita de San Caprasio, con 834 m. El clima es semiárido con pluviosidad escasa, altas temperaturas en verano e inviernos bajo cero en gran parte del día. Hay muchas lagunas, saladas y balsas, que forman el complejo endorreico más importante de Europa. Destacan la Laguna de Sariñena y las Saladas de Sástago-Bujaraloz.
Limita al norte con la Hoya de Huesca, al este con el Somontano de Barbastro, el Cinca Medio y el Bajo Cinca, al oeste con la Comarca Central y al sur con la Ribera Baja del Ebro y el Bajo Aragón-Caspe.

## Historia

### La comarca como institución
La ley de creación de la comarca es la 17/2002 del 5 de julio de 2001. Se constituyó el 7 de octubre de 2002. Las competencias le fueron traspasadas el 1 de enero de 2003.

## Turismo
Entre su patrimonio artístico a destacar el Monasterio de Sigena y la Cartuja de Nuestra Señora de las Fuentes.
En diciembre de 2007 se hizo público que en los Monegros está previsto construir el macrocomplejo de ocio Gran Scala que, con varios parques temáticos y casinos, sería uno de los principales centros de ocio de Europa, aunque el proyecto no parece prosperar, sino que está en punto muerto.

## Riqueza biológica
Los Monegros posee un ecosistema único en Europa más propio de las estepas orientales. En 1999 se dio a conocer el Manifiesto científico por los Monegros (McM) que exigía, firmado por más de 500 científicos e investigadores con los resultados de las especies encontradas, la pronta declaración de Los Monegros como zona protegida. Dicho manifiesto dice en su prólogo:

Los Monegros son un ecosistema singular, maduro, único en Europa, cuya riqueza biológica ha demostrado ser excepcionalmente importante en términos cuantitativos y cualitativos. La biocenosis documentada de Los Monegros sobrepasa las 5.400 especies biológicas, cifra superior a la conocida de cualquier otro hábitat nacional o europeo, presentando el mayor índice de novedades taxonómicas (nuevas especies para la ciencia) de toda Europa en lo que va de siglo, con un alto grado de endemismos y citas únicas para el continente y con numerosos ejemplos de distribuciones biogeográficas y adaptaciones ecológicas novedosas de enorme interés científico. No existe, con datos objetivos y contrastados, ninguna otra zona o espacio físico en nuestro territorio nacional, y tal vez en toda Europa, que pueda siquiera compararse a las singularidades, novedades, rareza y riqueza biológicas que hoy están documentadas científicamente de Los Monegros.
Manifiesto científico por los Monegros

Como ejemplo, destaca el Aragón 03, una semilla de trigo resultado de la especialización al entorno y que, tras estar casi extinguida, se está recuperando.

## Política
| Cargo      | Nombre                           | Ayuntamiento                      | Partido político |  |
| ---------- | -------------------------------- | --------------------------------- | ---------------- |  |
| Presidenta | Judith Isabel Budios Albacete    | Concejala de Sariñena             | PP               |  |
| Vocal      | Ana María Puey Campos            | Alcaldesa de Castejón de Monegros | PSOE             |  |
| Vocal      | Lorena Canales Miralles          | Concejala de Sariñena             | PSOE             |  |
| Vocal      | María Pilar Machín Ortas         | Concejala de Grañén               | PSOE             |  |
| Vocal      | Olga Brosed Huerto               | Alcaldesa de Robres               | PSOE             |  |
| Vocal      | Rocío Sanz Redrado               | Alcaldesa de Sena                 | PSOE             |  |
| Vocal      | Joaquín Monesma Delgado          | Alcalde de Almuniente             | PSOE             |  |
| Vocal      | Manuel Lamenca Zaballos          | Alcalde de La Almolda             | PSOE             |  |
| Vocal      | Pedro Manuel Loscertales Nogués  | Alcalde de Castelflorite          | PSOE             |  |
| Vocal      | Santiago Armando Sanjuán Franco  | Concejal de Lalueza               | PSOE             |  |
| Vocal      | Santiago Puértolas Vived         | Concejal de Farlete               | PSOE             |  |
| Vocal      | Valentín Calle García            | Alcalde de Torres de Barbués      | PSOE             |  |
| Vocal      | Carlos Javier Lerín Allué        | Alcalde de Peñalba                | PP               |  |
| Vocal      | Carlos Sampériz Enguita          | Alcalde de Grañén                 | PP               |  |
| Vocal      | María Pilar Gayán Sanz           | Concejala de Alberuela de Tubo    | PP               |  |
| Vocal      | José Luis Alastrué Pisa          | Concejal de Poleñino              | PP               |  |
| Vocal      | José Manuel Usón Alcubierre      | Alcalde de Perdiguera             | PP               |  |
| Vocal      | Rafael Uriol Ardanuy             | Concejal de Sena                  | PP               |  |
| Vocal      | Vicente Ciria Gella              | Alcalde de Sangarrén              | PP               |  |
| Vocal      | Carmelo Jesús Rozas Ferrer       | Alcalde de Bujaraloz              | PAR              |  |
| Vocal      | Corona Martín Abad               | Concejala de Tardienta            | PAR              |  |
| Vocal      | Enrique Manuel Martínez Chamorro | Concejal de Sariñena              | PAR              |  |
| Vocal      | Ildefonso Salillas Lacasa        | Alcalde de Villanueva de Sigena   | PAR              |  |
| Vocal      | José Andrés Casaña Luna          | Alcalde de Albalatillo            | PAR              |  |
| Vocal      | José Antonio Rozas Auría         | Concejal de Bujaraloz             | CHA              |  |

| Elecciones 2015 |        |         |         |            |
| Partido         | Votos  | % Votos | Electos | Consejeros |
| PSOE            | 5.024  | 43,04%  | 95      | 11         |
| PP              | 3.382  | 28,98%  | 59      | 8          |
| PAR             | 2.379  | 20,38%  | 41      | 5          |
| CHA             | 486    | 4,16%   | 4       | 1          |
| Cambiar         | 163    | 1,40%   | 0       | 0          |
| Aragón Sí Puede | 109    | 0,93%   | 1       | 0          |
| Total           | 11.672 | 100%    | 203     | 25         |

## Territorio y población
| N.º | Municipio            | Extensión (km²) | % del total | Habitantes (2024) | % del total | Altitud (metros) | Pedanías                                                                                    |
| --- | -------------------- | --------------- | ----------- | ----------------- | ----------- | ---------------- | ------------------------------------------------------------------------------------------- |
| 1   | Albalatillo          | 9,1             | 0,3         | 211               | 1,1         | 259              |                                                                                             |
| 2   | Albero Bajo          | 22,2            | 0,8         | 111               | 0,6         | 411              |                                                                                             |
| 3   | Alberuela de Tubo    | 20,8            | 0,8         | 283               | 1,7         | 350              | Sodeto.                                                                                     |
| 4   | Alcubierre           | 115,3           | 4,2         | 400               | 2,1         | 466              |                                                                                             |
| 5   | Almolda (La)         | 131,3           | 4,7         | 543               | 3,0         | 491              |                                                                                             |
| 6   | Almuniente           | 37,6            | 1,4         | 444               | 2,7         | 337              | Frula.                                                                                      |
| 7   | Barbués              | 19,6            | 0,7         | 90                | 0,5         | 361              |                                                                                             |
| 8   | Bujaraloz            | 120,9           | 4,4         | 953               | 5,1         | 327              |                                                                                             |
| 9   | Capdesaso            | 17,7            | 0,6         | 201               | 0,9         | 313              |                                                                                             |
| 10  | Castejón de Monegros | 165,3           | 6,0         | 468               | 3,0         | 466              |                                                                                             |
| 11  | Castelflorite        | 34,8            | 1,3         | 103               | 0,6         | 310              |                                                                                             |
| 12  | Farlete              | 104,1           | 3,8         | 394               | 2,1         | 413              |                                                                                             |
| 13  | Grañén               | 124,0           | 4,5         | 1.696             | 9,6         | 332              | Callén, Curbe, Fraella, Montesusín.                                                         |
| 14  | Huerto               | 86,7            | 3,1         | 226               | 1,3         | 370              | Usón, Venta de Ballerías.                                                                   |
| 15  | Lalueza              | 88,2            | 3,2         | 868               | 5,2         | 285              | Marcén, San Lorenzo del Flumen.                                                             |
| 16  | Lanaja               | 183,7           | 6,6         | 1.141             | 6,6         | 369              | Cantalobos, Orillena.                                                                       |
| 17  | Leciñena             | 178,6           | 6,5         | 1.090             | 6,3         | 415              |                                                                                             |
| 18  | Monegrillo           | 183,2           | 6,6         | 380               | 2,2         | 437              |                                                                                             |
| 19  | Peñalba              | 156,7           | 5,7         | 695               | 3,7         | 254              |                                                                                             |
| 20  | Perdiguera           | 109,8           | 4,0         | 544               | 3,1         | 473              |                                                                                             |
| 21  | Poleñino             | 33,0            | 1,2         | 205               | 1,1         | 290              |                                                                                             |
| 22  | Robres               | 64,3            | 2,3         | 531               | 2,9         | 400              |                                                                                             |
| 23  | Sangarrén            | 32,2            | 1,2         | 221               | 1,1         | 379              |                                                                                             |
| 24  | Sariñena             | 275,6           | 10,0        | 4.135             | 21,3        | 281              | La Cartuja de Monegros, Lamasadera, Lastanosa, Pallaruelo de Monegros, San Juan del Flumen. |
| 25  | Sena                 | 104,7           | 3,8         | 476               | 2,6         | 221              |                                                                                             |
| 26  | Senés de Alcubierre  | 20,5            | 0,7         | 52                | 0,3         | 390              |                                                                                             |
| 27  | Tardienta            | 90,6            | 3,3         | 937               | 4,8         | 389              |                                                                                             |
| 28  | Torralba de Aragón   | 40,4            | 1,5         | 107               | 0,5         | 380              |                                                                                             |
| 29  | Torres de Barbués    | 13,9            | 0,5         | 270               | 1,4         | 345              | Valfonda de Santa Ana.                                                                      |
| 30  | Valfarta             | 33,2            | 1,2         | 54                | 0,4         | 372              |                                                                                             |
| 31  | Villanueva de Sigena | 146,4           | 5,3         | 345               | 2,2         | 231              |                                                                                             |
| #   | Los Monegros         | 2764,4          | 100,0       | 18 174            | 100,0       | —                |                                                                                             |

## Estructura económica

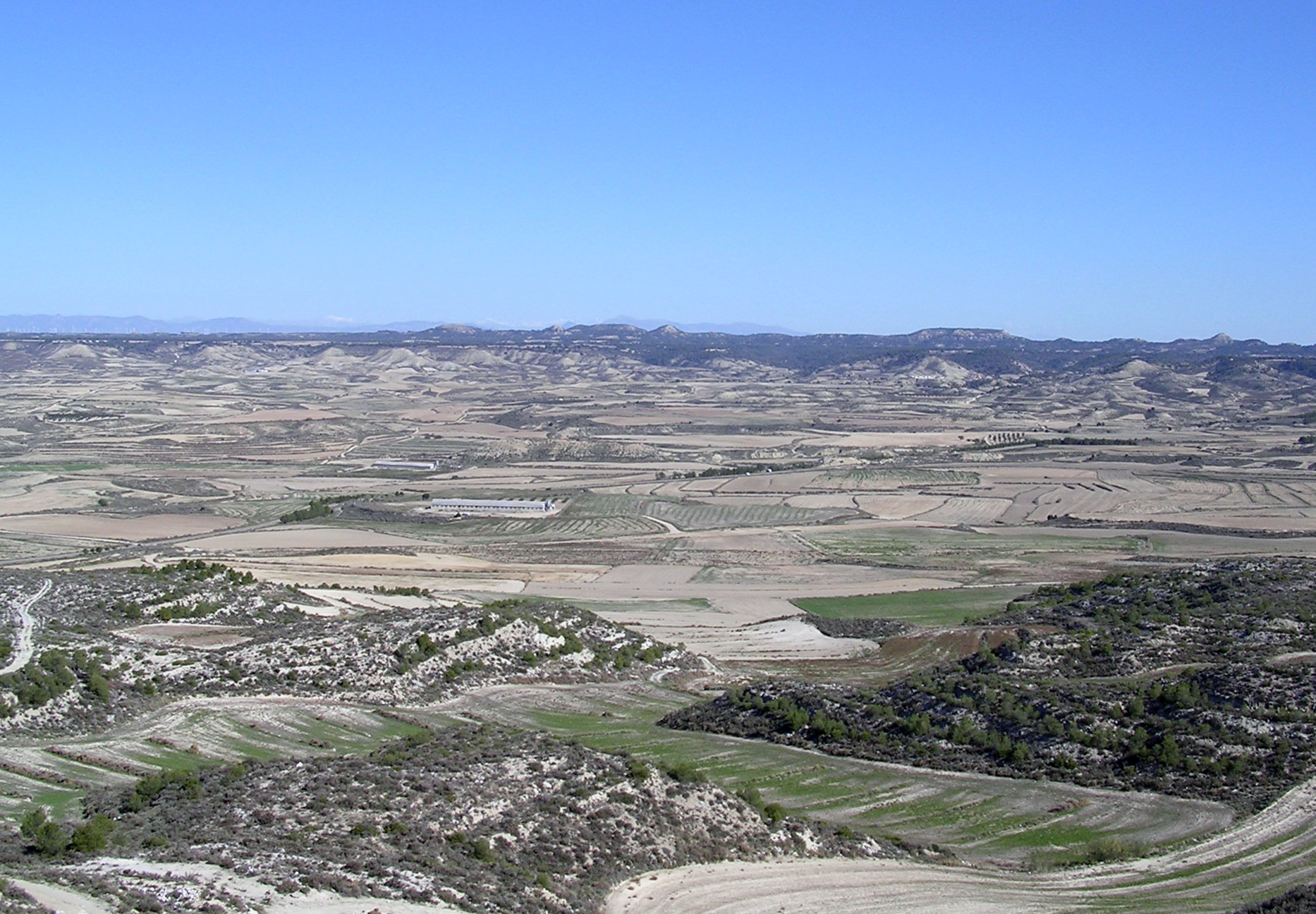
Vista de Los Monegros

### Sector primario
Los Monegros está considerada como una de las zonas más áridas de España, con precipitaciones muy escasas. El clima es un factor del paisaje agrario, del que dependen las condiciones de humedad y calor que disponen las plantas para poder desarrollar su ciclo vegetativo. Esta circunstancia unida a las altas temperaturas da lugar a una vegetación esteparia en las tierras no labradas. Debido a la escasez de agua los cultivos predominantes eran los cereales de trigo y cebada.
En los únicos lugares donde el agua estaba garantizada, de forma permanente, era en las vegas próximas a los ríos Flumen, Guatizalema y Alcanadre.
La Construcción de los Canales de Monegros y del Flumen, las obras de regulación y almacenamiento de agua, la puesta en marcha del Plan de Riegos del Alto Aragón y la modernización de los regadíos, ha permitido la puesta en regadío de un gran número de hectáreas, transformando los cultivos que antiguamente había implantadas y mejorando la potencialidad agrícola, al poder asegurar la cosecha gracias al regadío.
Gracias a estas obras de regulación y regadío, esta comarca, se ha convertido en una de las principales zonas de agricultura de regadío de España. Esta transformación ha hecho que su actividad económica dependa, principalmente, de la agricultura.
La modernización de los regadíos ha supuesto un impulso económico muy importante para la comarca. Los agricultores han tenido que realizar inversiones en obras de captación y almacenamiento de agua. Las redes de abastecimiento de agua han tenido que ser modificadas para implantar el riego por aspersión, que ha venido a sustituir el riego tradicional de superficie, el cañón, etc., sistemas que consumían una gran cantidad de agua, consumo que se ha racionalizado con el riego por aspersión. Estas inversiones han obligado, a la mayoría de agricultores, a tener que realizar varios cultivos anuales, para poder rentabilizarlas.
La ganadería también tiene un papel importante en el sector primario. Se ha producido un incremento en las instalaciones de granjas porcinas. Este incremento del sector porcino lo ha situado por encima de la ganadería tradicional dedicada a las ovejas y a las cabras.